# Treptow (Band)
Treptow ist ein deutschsprachiges Rockduo aus Berlin und hatte sein Debüt im Jahr 2017. Der Name leitet sich vom Berliner Stadtbezirk Treptow-Köpenick ab, in dem die Band auf einem Studioschiff im Treptower Hafen ihr erstes Studioalbum aufnahm. Das Duo spielte weit über 300 Konzerte in 10 Ländern.

## Geschichte
Die Band gründete sich 2017 und entstand aus einer Formation um Philipp Taubert, der als Liedermacher künstlerisch tätig war und von Lukas Lindner am Schlagzeug und Simon Schulte-Werning am Bass begleitet wurde. Nach mehreren Auftritten – u. a. im Vorprogramm von Nena und Jesper Munk – entschied sich das Trio dazu, künftig gemeinsam unter dem Namen Treptow als Band aufzutreten. Treptow agierte zu dieser Zeit überwiegend auf einem Studioschiff, das im Treptower Hafen an der Spree seinen Liegeplatz hat – so kam es zum Namen der Band. Im März 2017 wurde die erste Single Oh, Evelyn! veröffentlicht. Es folgten die Single Licht der Stadt und das Debütalbum Besser selbst als gar nicht (VÖ: 15. September 2017), das von der Band selbst produziert und unter ihrem eigenen Label „Treptow (LC-53102)“ veröffentlicht wurde.

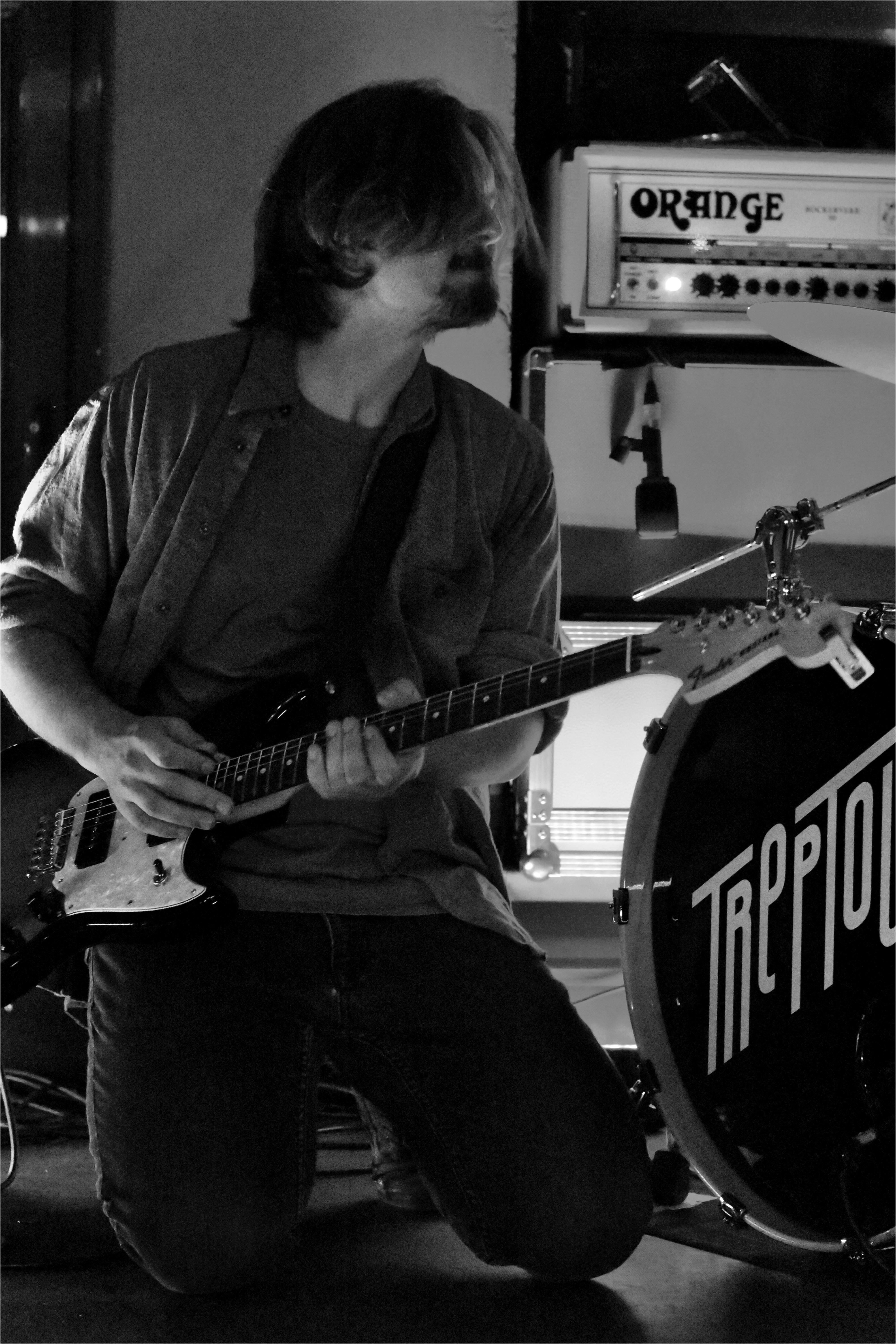
Sänger Philipp Taubert bei einem Konzert in Rostock 2018, (c) Vivian Neumann

Treptow absolvierte in den Jahren 2017 und 2018 viele Auftritte, u. a. im Vorprogramm von Silly. 2018 folgte nach der Veröffentlichung des Tracks Dein viel zu lautes Leben (VÖ: 7. September 2018) die selbst organisierte Alles außer Schlaf-Tour mit über 40 Terminen in Deutschland, Österreich und der Schweiz.

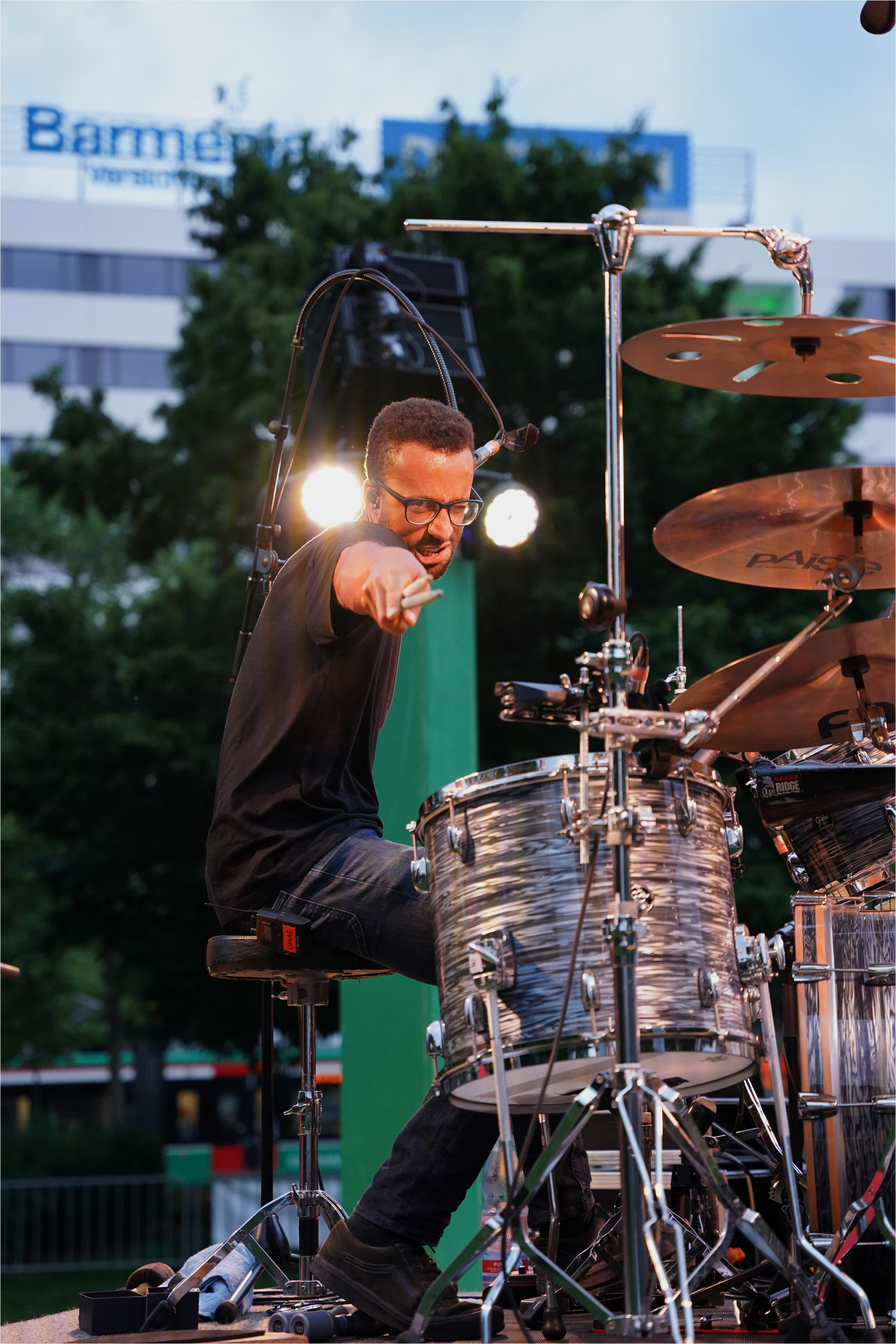
Schlagzeuger Lukas Lindner bei einem Auftritt in Chemnitz 2021, (c) Vivian Neumann

Anfang 2019 erschien unter dem Titel “Mein Deutschbuch. Das Deutschbuch.” ein Buch des Schulbuchverlags Cornelsen, in dem Treptow neben einer Bloggerin und einem Slam-Poeten mittels Liedtexten, Fotos und Porträt des Sängers und Texters Philipp Taubert vertreten ist. Kurz darauf gab die Band den Rückzug von Simon Schulte-Werning aus der Band bekannt, seitdem ist Treptow als Duo – bestehend aus Lukas Lindner und Philipp Taubert – zu verstehen. Im Sommer 2019 entstanden in Zusammenarbeit mit Leif Bent drei Remixe.
Im Januar 2021 wurde Narrenschiff, die erste Single des zweiten Albums, veröffentlicht. Es folgten die Tracks Nachts auf dem Fahrrad und Königin, bevor Ende April das zweite Studioalbum Von der Zukunft vor dem Fall (VÖ: 30. April 2021) erschien. Produktion und Veröffentlichung erfolgten erneut aus eigener Hand und unter eigenem Label, vertrieben wird das Album – wie auch Besser selbst als gar nicht – in Zusammenarbeit mit Soulfood.
Von 2019 bis 2022 gestalteten Taubert und Lindner neben ihrer Tätigkeit als Musiker alle vier Wochen das Musikmagazin „Die Grenze des Vertretbaren“ (vormalig „Katerfrühstück“) auf dem Radiosender Pi Radio, welches auch als Podcast veröffentlicht wurde.
2022 spielte Treptow neben zahlreichen Festivals drei Opening-Shows für die Ska-Punk-Band Sondaschule in Hannover, Köln und Erfurt.
Im Rahmen eines Showcases auf dem Lollapalooza Festival trat Treptow 2023 im Berliner Olympiastadion auf.
Im Juni 2024 folgte ein Auftritt beim Köpenicker Sommer, bei dem Treptow gemeinsam mit Ton Steine Scherben spielte. Im September des gleichen Jahres wirkten sie beim Dreck + Glitzer Festival der Band 100 Kilo Herz in Leipzig mit.
Neben mehrfachen Supportshows für Montreal und Sondaschule, teilten sich Treptow im November 2024 im Rahmen des 30 Jahre Mauerfall Jubiläums die Bühne mit Pussy-Riot.

## Internationale Tourneen und Kollaborationen
Konzerte in den Jahren 2019 und 2020 führten die Musiker u. a. nach Portugal, Italien, Russland, Tadschikistan, Usbekistan und in den Iran, wo sie als Duo, aber auch mit Gastmusikern oder gemeinsam mit einheimischen Künstlern auftraten. Aufgrund der Corona-Pandemie strandete das Duo im Frühjahr 2020 im Rahmen einer Konzertreise für mehrere Wochen in Duschanbe (Tadschikistan). Währenddessen veröffentlichte die Band einen Live-Mitschnitt eines Auftrittes mit dem tadschikischen Ensemble „Dilnavoz“.
Des Weiteren dokumentierte Treptow die Erlebnisse in Usbekistan und Tadschikistan während der Tour und des internationalen Lockdowns samt ungewisser Rückreise nach Deutschland mit 15 Episoden in dem Podcast „Treptow - Bon Voyage“.
2024 spielte Treptow im Rahmen des Festival de las Ideas in Madrid, Spanien.
Im Mai 2025 reisten Treptow für vier Konzerte nach China. Dort spielten sie in den Städten Hongkong, Lijiang, Chengdu und Shenyang Konzerte mit jeweils rund 2.500 Fans. Mit dem Auftritt auf dem Yuhe-Square in der Altstadt von Lijiang, einem UNESCO-Weltkulturerbe, waren Treptow die erste internationale Rockband, die auf diesem Platz spielen durfte. Die Tour war Teil von kulturellen Veranstaltungen, die von deutschen Botschaften und Konsulaten in China unterstützt wurden.

## Stil

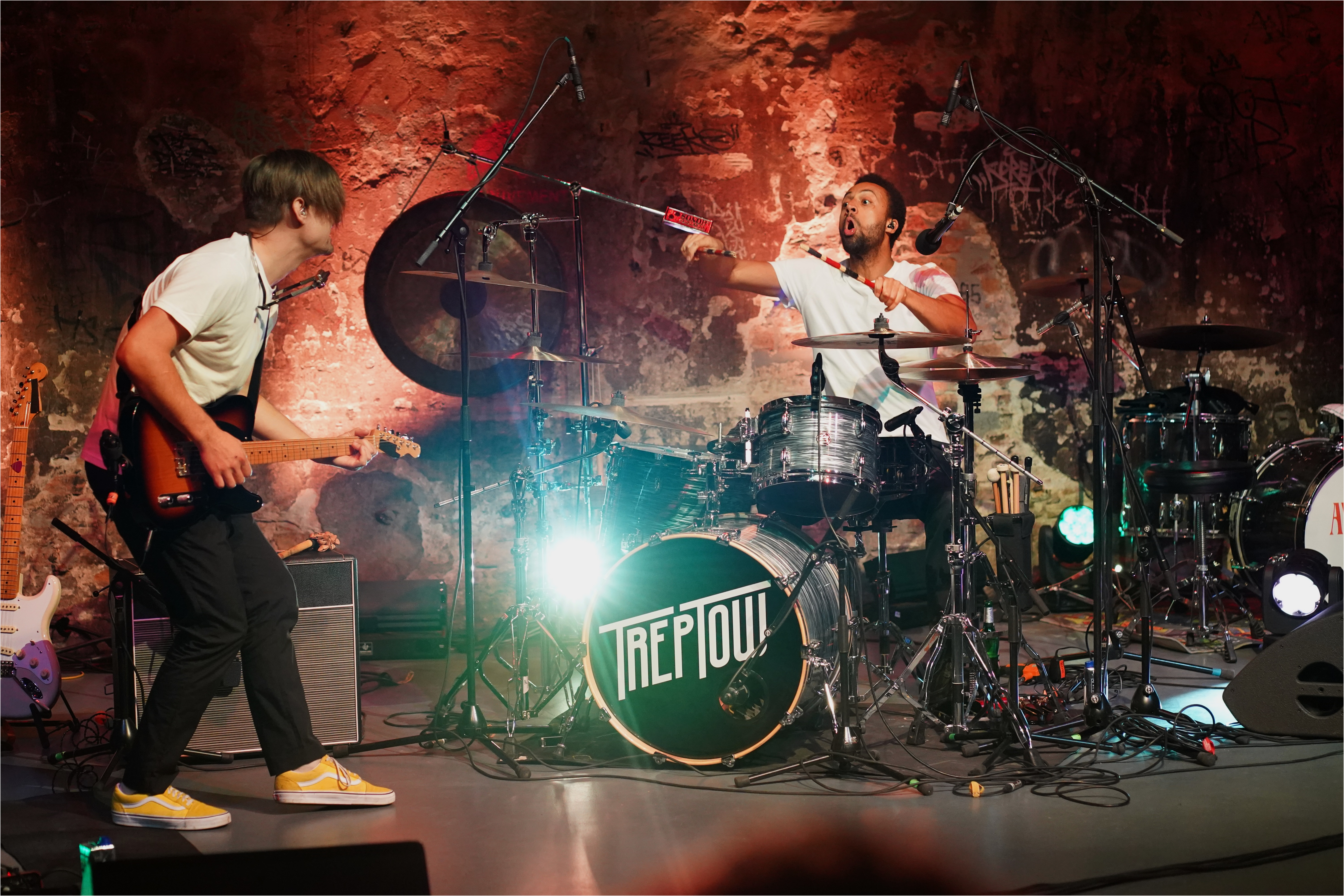
Treptow bei einem Konzert in Berlin 2021, (c) Vivian Neumann

Während die Musik von Treptow in ihren Anfängen zunächst dem Liedermacher-Rock, Pop-Rock oder auch Indie zugerechnet wurde, steht die Band heute für Alternative-/Hard-Rock und Punk mit deutschsprachigen Texten, die es mit Bestsellern aufnehmen können. Die Band selbst beschreibt ihren Sound als drückend und international.
Dabei beziehen Lindner und Taubert mit ihren Texten und ihrer Musik bewusst politisch Stellung und spiegeln Vernunft, Weltoffenheit und Vielfalt wider. Sie setzen damit Statements zu generations- und gesellschaftsübergreifenden Themen und verpacken diese in einen energetischen und mitreißenden Sound.
Bestehend aus Gitarre, Schlagzeug und zwei Stimmen ist Treptow auch bei Konzerten ausschließlich als deutschsprachiges Rockduo zu sehen und zu verstehen. Der Live-Sound der Band entsteht durch die beiden Musiker ausnahmslos live und ohne Verwendung von Playbacks oder Einspielern. Energiegeladene Auftritte und Humor sind ein Markenzeichen von Treptow.

## Trivia
2018 wirkten Taubert und Lindner im Musikvideo zum Song Niemand wie ihr von Feine Sahne Fischfilet vom Album Sturm und Dreck unter der Regie von Schauspieler und Musiker Christoph Letkowski mit.
In den Jahren 2018 und 2019 begleitete Lindner den irischen Popmusiker Rea Garvey bei zahlreichen Konzerten, Radio- und TV-Auftritten, live und Musikvideos und auf dem Album Prisma (The Get Loud Tour Edition) als Schlagzeuger.
Am 21. April 2023 hatte Lindner einen Gastauftritt bei Alligatoahs Twitch-Live-Show Nadelhorst. Er trat dort u. a. zusammen mit Musikern wie Sebastian Madsen, Sänger und Gitarrist der Band Madsen, auf.

## Diskografie

### Studioalben
- 2017: Besser selbst als gar nicht
- 2021: Von der Zukunft vor dem Fall

### Singles und EPs
- 2017: Oh, Evelyn!
- 2017: Licht der Stadt
- 2018: Dein viel zu lautes Leben
- 2019: Burgen aus Sand (Leif Bent Remix) (9. August 2019)
- 2019: In meinen Augen bist du schön (Leif Bent Remix)
- 2019: Leg dich heut Nacht mit zu mir (Leif Bent Remix)
- 2020: Live in Tadschikistan
- 2021: Narrenschiff
- 2021: Nachts auf dem Fahrrad
- 2021: Königin
- 2023: Von toten Pferden (Ein schönes Lied)